# Björn Schröder
Pour les articles homonymes, voir Schröder.
Björn Schröder est un coureur cycliste allemand né le 27 octobre 1980 à Berlin. Il fait ses débuts professionnels en 2003 au sein de l'équipe allemande Wiesenhof.

## Biographie
Björn Schröder totalise six victoires dans sa carrière professionnelle.

## Palmarès

### Palmarès sur route
- 1998
  - 4eb étape du Trofeo Karlsberg (contre-la-montre)
  - 2e du Trofeo Karlsberg
- 1999
  - 3e du Berliner Etappenfahrt
- 2000
  - Prologue et 3e étape du Berliner Etappenfahrt
  - 3e du Transalsace International espoirs
- 2001
  - 3e du Tour de Berlin
- 2002
  - Grand Prix de Buchholz
  - 2e du championnat d'Allemagne de course de côte
- 2003
  - 5e et 7e étapes du Circuit des Mines
  - 2e du Tour de Düren
  - 2e du Grand Prix de Buchholz
- 2004
  - 6e étape du Tour de Saxe
- 2005
  - 3e étape du Tour de Saxe
- 2006
  - 5e étape du Tour de Bavière
- 2008
  - Classement général du Rothaus Regio-Tour
  - 2e du Intaka Tech Worlds View Challenge 3
- 2011
  - Classement général du Grand Prix de Sotchi
- 2015
  - 8e étape du Tour de Guyane

### Résultats sur les grands tours

#### Tour de France
2 participations 
- 2006 : 81e
- 2008 : 100e

#### Tour d'Italie
1 participation 
- 2009 : 140e

#### Tour d'Espagne
2 participations 
- 2009 : abandon (13e étape)
- 2010 : 107e

### Classements mondiaux
| Année              | 2005 | 2006 | 2007 | 2008 | 2009 | 2010 | 2011 | 2012 |
| ------------------ | ---- | ---- | ---- | ---- | ---- | ---- | ---- | ---- |
| Classement ProTour |      |      |      | 153e |      |      |      |      |
| UCI Asia Tour      | 157e |      |      |      |      |      |      |      |
| UCI Europe Tour    | 484e |      |      |      |      |      | 270e | 925e |

### Palmarès en cyclo-cross
| - 1996-1997 - 3e du championnat d'Allemagne de cyclo-cross juniors - 1997-1998 - 6e du championnat du monde de cyclo-cross juniors - 1999-2000 - 3e du championnat d'Allemagne de cyclo-cross espoirs | - 2000-2001 - 2e du championnat d'Allemagne de cyclo-cross espoirs - 2001-2002 - 2e du championnat d'Allemagne de cyclo-cross espoirs |